# 한국형 구축함
한국형 구축함(Korean Destroyer (KD))은 대한민국 해군의 해군력 건설방향 비전 중 수상전력 건설 방향과 비전을 기반으로, 수상전력 보강을 위한 한국의 차세대 구축함 사업인 한국형 구축함 사업(KDX, Korean Destroyer eXperimental)에 따라 도입되었다. 특히 KDX 3차 사업부터는 이지스(AEGIS) 구축함이 건조되어 취역, 전력화되고 있으며, 기존 KDX 1,2차 사업으로 도입된 구축함과 더불어 해군력 증강에 큰 기여를 하고 있다.
언론에서는 4천톤급을 한국형 구축함, 7천톤급을 이지스함이라고도 부른다. 한국은 6천톤급 미니 이지스함인 한국형 차기 구축함(KDDX)을 계획중이다.

## KD-1광개토대왕급 구축함
기준 배수량: 3,200톤
| 번호    | 이름       | 진수일           | 취역일          | 건조사       | 비고 |
| ------- | ---------- | ---------------- | --------------- | ------------ | ---- |
| DDH 971 | 광개토대왕 | 1996년 10월 28일 | 1998년 7월 31일 | 대우조선해양 |      |
| DDH 972 | 을지문덕   | 1997년 10월 16일 | 1999년 8월 30일 | 대우조선해양 |      |
| DDH 973 | 양만춘     | 1998년 9월 30일  | 2000년 6월 29일 | 대우조선해양 |      |

## KD-2충무공이순신급 구축함
기준 배수량: 4,400톤
| 번호    | 이름         | 진수일           | 취역일           | 건조사       | 비고 |
| ------- | ------------ | ---------------- | ---------------- | ------------ | ---- |
| DDH 975 | 충무공이순신 | 2002년 5월 15일  | 2003년 11월 30일 | 대우조선해양 |      |
| DDH 976 | 문무왕       | 2003년 4월 11일  | 2004년 9월 30일  | 현대중공업   |      |
| DDH 977 | 대조영       | 2003년 11월 12일 | 2005년 6월 30일  | 대우조선해양 |      |
| DDH 978 | 왕건         | 2005년 5월 4일   | 2006년 11월 10일 | 현대중공업   |      |
| DDH 979 | 강감찬       | 2006년 3월 16일  | 2007년 10월 1일  | 대우조선해양 |      |
| DDH 981 | 최영         | 2006년 10월 20일 | 2008년 9월 4일   | 현대중공업   |      |

## KD-3세종대왕급 구축함
기준 배수량: 7,650톤
| 번호    | 이름       | 진수일           | 취역일           | 건조사       | 비고  |
| ------- | ---------- | ---------------- | ---------------- | ------------ | ----- |
| DDG 991 | 세종대왕   | 2007년 5월 25일  | 2008년 12월 22일 | 현대중공업   |       |
| DDG 992 | 율곡이이   | 2008년 11월 14일 | 2010년 8월 31일  | 대우조선해양 | [ 1 ] |
| DDG 993 | 서애유성룡 | 2011년 3월 24일  | 2012년 8월 30일  | 현대중공업   | [ 2 ] |

## 추가 문헌
- 방위사업청 블로그-한국형 구축함 사업
- 한국형 차기 구축함(KDDX)